# Distretto di Bahawalnagar
Il distretto di Bahawalnagar (in urdu: ضلع بہاولنگر) è un distretto del Punjab, in Pakistan, che ha come capoluogo Bahawalnagar. Nel 1998 possedeva una popolazione di circa 2.000.000 di abitanti.